# Instytut Oftalmiczny

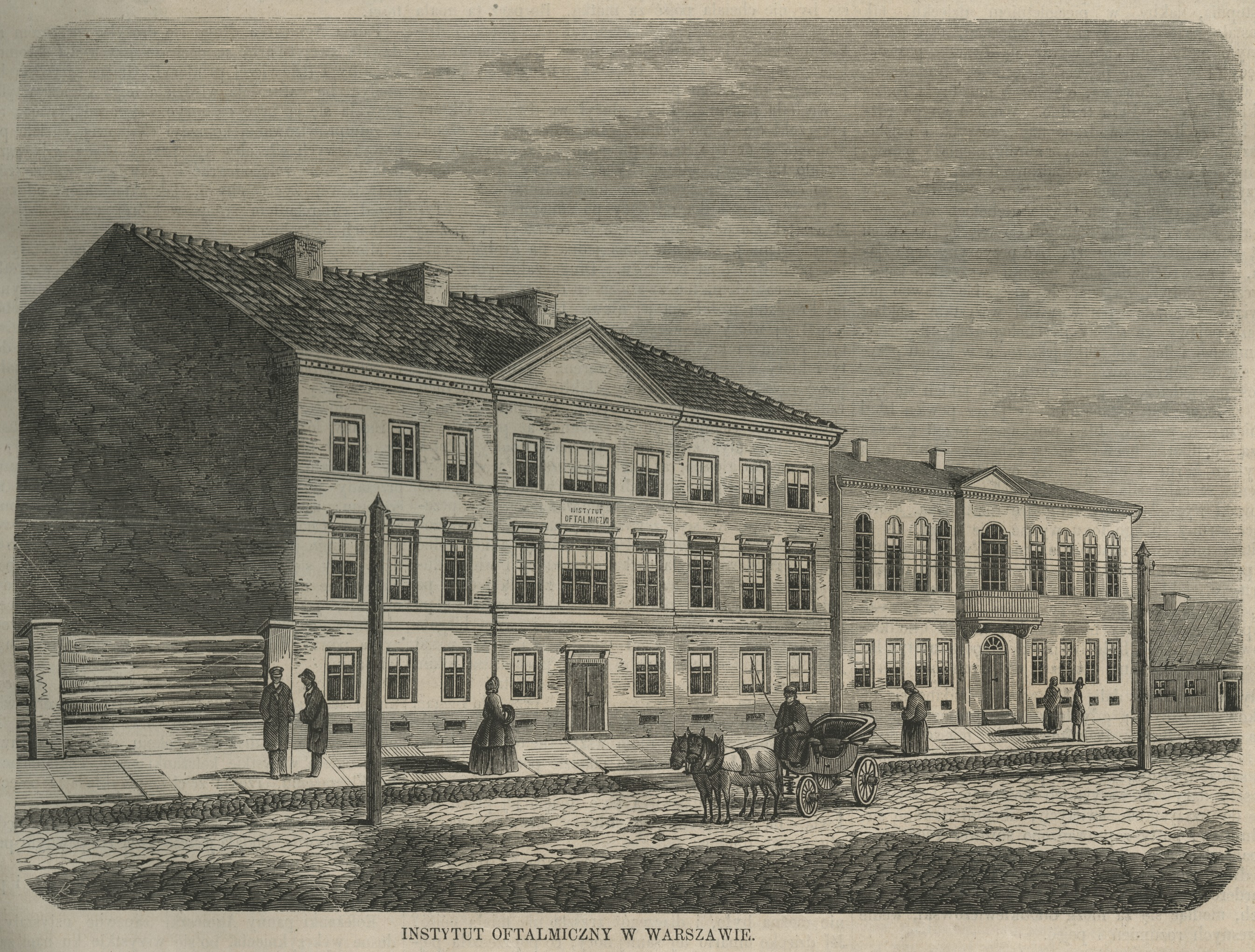
Siedziba Instytutu w latach 1835–1870 przy ulicy Marszałkowskiej

Instytut Oftalmiczny – instytut okulistyczny utworzony w Warszawie w 1827 roku z pieniędzy złożonych w fundacji testamentowej księcia Edwarda Lubomirskiego.

## Opis
Początkowo instytut mieścił się w wynajętej od szpitala kamienicy przy ul. Św. Krzyzkiej nr 1335. W 1835 roku został przeniesiony do kupionych na własność budynków przy ulicy Marszałkowskiej (posesje nr 1381 i 1382).
Jego zasłużonym lekarzem naczelnym był Wiktor Feliks Szokalski, który w 1870 roku przeniósł Instytut do nowego, wzorcowo wyposażonego budynku przy ulicy Smolnej. 
W latach 1838–1841 ordynatorem placówki był Leopold August Leo.
Przed II wojną światową instytut prowadził szpital z 82 łóżkami. W tym czasie jego dyrektorem był Władysław Melanowski, poprzednio kierownik Katedry i Kliniki Ocznej na Uniwersytecie Warszawskim. Kierował Instytutem w latach 1934–1945. W 1948 roku wydał książkę pt. Dzieje Instytutu Oftalmicznego im. Edwarda ks. Lubomirskiego w Warszawie 1823–1944. Długoletnią ordynatorką instytutu była w okresie międzywojennym dr Zofia Wojno.
Budynek przy Smolnej przetrwał do powstania warszawskiego. 2 sierpnia 1944 Melanowski otrzymał rozkaz ewakuacji chorych i personelu Instytutu do gmachu Muzeum Narodowego; wieczorem tego dnia Niemcy podpalili budynek. We wrześniu Instytut został ewakuowany do Milanówka, a następnie do Grodziska.